# Prefektura Arta
Аrta je jedna od grčkih prefektura, dio periferije Epir.

## Općine i zajednice
| Općina               | YPES kod | Sjedište (ako je različito) | Poštanski broj | Pozivni broj |
| -------------------- | -------- | --------------------------- | -------------- | ------------ |
| Agnanta              | 0601     |                             | 470 43         | 26850-3      |
| Amvrakikos           | 0603     | Aneza                       | 471 00         | 26810-4      |
| Arachthos            | 0604     | Neochori                    | 470 41         | 26810-8      |
| Arta                 | 0605     |                             | 471 00         | 26810        |
| Athamania            | 0602     | Vourgareli                  | 470 45         | 26850-2      |
| Filothei             | 0616     | Chalkiades                  | 470 42         | 26810        |
| Georgios Karaïskakis | 0607     | Diasello                    | 470 48         | 26810-67     |
| Irakleia             | 0608     | Ano Kalentini               | 470 44         | 26810-68     |
| Kompoti              | 0611     |                             | 470 40         | 26810-65     |
| Peta                 | 0614     |                             | 472 00         | 26810-8      |
| Tetrafylia           | 0615     | Astrochori                  | 470 47         | 26850        |
| Vlacherna            | 0606     | Grammenitsa                 | 471 00         | 26810-85     |
| Xirovouni            | 0613     | Ammotopos                   | 482 00         | 26830-81     |
| Zajednice            | YPES kod | Sjedište (ako je različito) | Poštanski broj | Pozivni broj |
| Kommeno              | 0610     |                             | 471 00         | 26830-69     |
| Melissourgoi         | 0612     |                             | 471 00         | 26830-26     |
| Theodoriana          | 0609     |                             | 470 45         | 26850-22     |